# Уильямс, Хелен Мария
Хе́лен Мари́я Уи́льямс (англ. Helen Maria Williams; 17 июня 1759, Лондон — 15 декабря 1827, Париж) — британская поэтесса, прозаик, эссеист и переводчица

.

## Биография
Родителями Хелен были валлийский офицер и мать-шотландка. Получила домашнее образование. С молодости живо интересовалась политикой.
Под руководством Эндрю Кипписа, который оказал большое влияние на её литературную карьеру и политические взгляды, связалась с ведущими представителями лондонской интеллигенцией своего времени.
Религиозный диссидент, она была сторонником аболиционизма и идеалов Великой французской революции. В 1791 году отправилась в одиночку в революционную Францию. После Сентябрьских расправ присоединилась к жирондистам и переехала в Париж, где, в основном, занималась эпистолярным жанром, писала прозу и стихи.
Была хозяйкой салона, гостями которого среди прочих, были Мэри
Уолстонкрафт, Франсиско Миранда, Томас Пейн.
После падения Жиронды, установления якобинской диктатуры и террора она и её семья были брошены в тюрьму, где ей было разрешено продолжать работу над переводами французских произведений на английский язык, включая перевод популярного романа Бернардена де Сен-Пьера «Поль и Виржини».
В конце концов Уильямс была освобождена из тюрьмы и через некоторое время бежала в Швейцарию. Ненависть к Робеспьеру не уничтожила её веры в первоначальные идеалы революции, и после его падения (июль 1794 года) Уильямс вернулась в Париж.
Она продолжала писать, пока Наполеон не приказал арестовать её в 1802 году за стихотворение «Ode on the Peace of Amiens».
После реставрации Бурбонов в 1818 году стала натурализованным гражданином Франции. В 1819 году переехала в Амстердам. Однако вскоре вернулась в Париж, где до своей смерти в 1827 году продолжала оставаться видным переводчиком работ французских интеллектуалов для англоязычного мира.
Похоронена на кладбище Пер-Лашез.

## Творчество

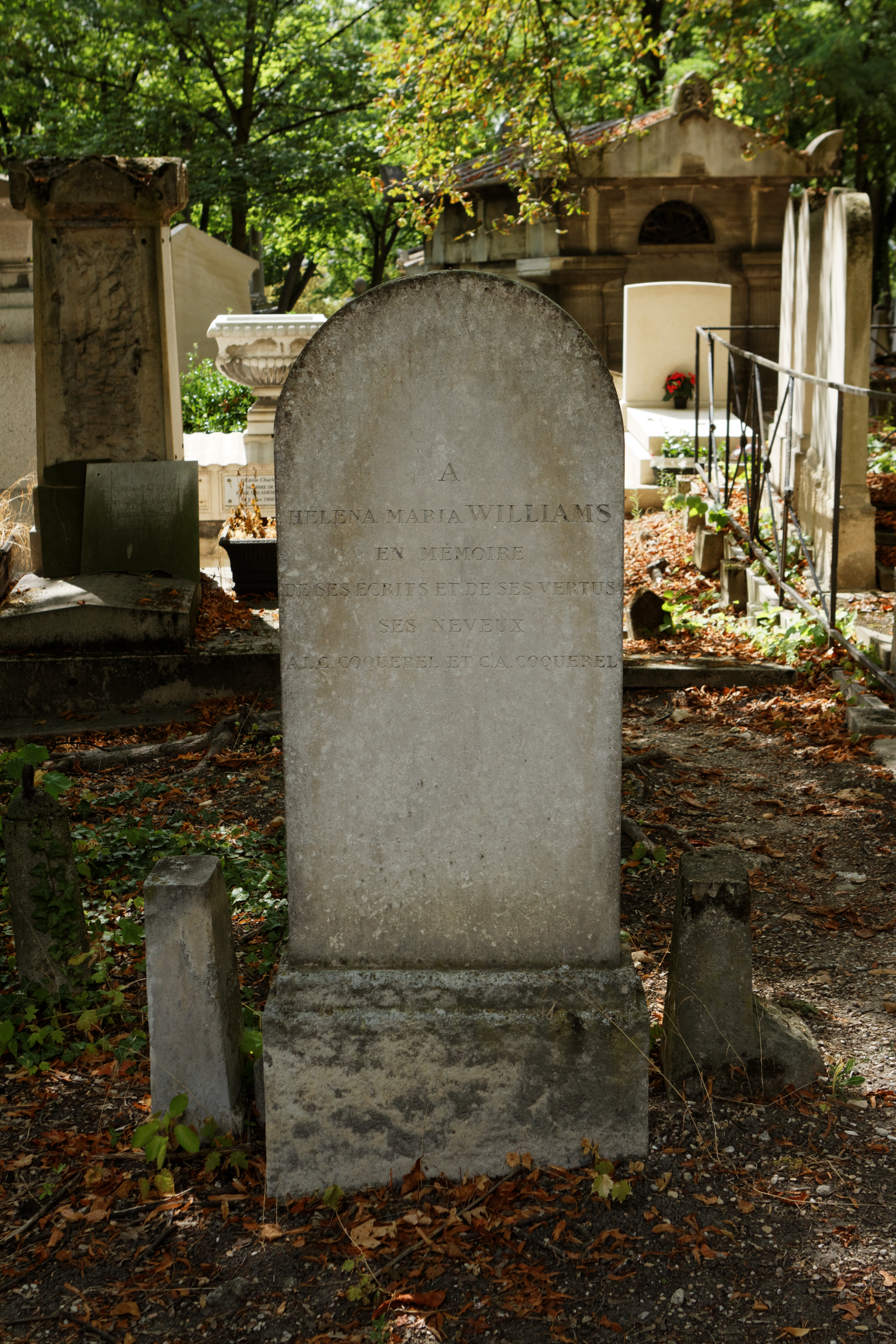
Могила Х. М. Уильямс на кладбище Пер-Лашез

Публиковать свои стихи и эссе начала с помощью своего наставника доктора Эндрю Кипписа. Одна из первых работ Уильямс политическая «An Ode on the Peace» ознаменовала конец американской революции. В 1784 году под руководством Кипписа Уильямс написала стихотворение в шести песнях «Peru», в котором подробно рассказывает о результатах испанского колониализма в отношении коренных народов Южной Америки. Её следующий сборник «Стихи», опубликованный в 1786 году, продемонстрировал способности поэтессы, как социального критика и защитницы женской чувствительности; в своих стихах Уильямс яростно противостояла войне, рабству, религии и испанской колониальной практике. Роман Уильямс, поддерживающий Французскую революцию, «Julia», был опубликован в 1790 году.
Встревоженная имперскими амбициями Наполеона, Уильямс перестала писать. Однако в 1815 году возобновила свою литературную карьеру, писала стихи, письма, эссе, короткие рассказы, переводила до самой смерти.

## Избранные произведения
- Lettre, A Rouen : De l’imprimerie de P. Seyer & Behourt, 1791.
- Nouveau voyage en Suisse, Paris : Charles Pougens … , 1798.
- Aperçu de l'état des mœurs et des opinions dans la République Française : vers la fin du XVIII siècle, Paris : Chez les Frères Levrault, 1801.
- The history of Perourou, the bellows-mender with other amusing and instructive histories. Baltimore Md. : Printed for G. Douglas, 1802.
- Correspondance politique et confidentielle inédite de Louis XVI, avec ses frères, et plusieurs personnes célèbres, pendant les dernières années de son règne, et jusqu'à sa mort, Paris, Debray, an XI, 1803.
- Poems on various subjects with introductory remarks on the present state of science and literature in France, London : W. B. Whittaker, 1823.
- Souvenirs de la Révolution française, Paris : Dondey-Dupré, 1827.